# Lambros Choutos
Lambros Choutos, auch Lampros Choutos (griechisch Λάμπρος Χούτος, * 7. Dezember 1979 in Athen), ist ein ehemaliger griechischer Fußballspieler
Seine Karriere begann er in der Jugend von Panathinaikos Athen. 1995 wurde er vom AS Rom  verpflichtet. 2000 wechselte er wieder in seine Heimat Griechenland. Olympiakos Piräus war sein neuer Club. 2004 wechselte er dann zu Inter Mailand. Seither wechselte er dreimal auf Leihbasis den Club: 2005 zu Atalanta Bergamo, im selben Jahr zu RCD Mallorca und 2006 zu Reggina Calcio.
Nachdem 2007 diese Leihe geendet hatte, war er vertragslos. Im November 2007 schloss er sich Panionios Athen an.
Im August 2009 gab der italienische Drittligist AS Pescina Valle del Giovenco die Verpflichtung des Angreifers bekannt.